# Колесников, Николай Васильевич (легкоатлет)
Никола́й Васи́льевич Коле́сников (8 сентября 1953) — советский легкоатлет, бронзовый призёр Олимпийских игр.

## Карьера
На Олимпиаде в Монреале в 1976 году Николай Колесников участвовал в забеге на 200 метров и в эстафете 4×100 метров. На 200 метрах он не смог выйти в финал, а в эстафете вместе с Александром Аксининым, Юрием Силовым и Валерием Борзовым выиграл бронзовую медаль. В 1978 году Колесников завоевал золото на чемпионате Европы в помещении в беге на 60 метров.
Бронзовый призёр чемпионата СССР в беге на 100 метров в 1975 году и серебряный призёр чемпионата в беге на 200 метров в 1977 году.